# Saint-Arnoult, Seine-Maritime
Saint-Arnoult är en kommun i departementet Seine-Maritime i regionen Normandie i norra Frankrike. Kommunen ligger i kantonen Caudebec-en-Caux som tillhör arrondissementet Rouen. År 2022 hade Saint-Arnoult 1 459 invånare.

## Befolkningsutveckling
Antalet invånare i kommunen Saint-Arnoult
| Referens: INSEE |